# Kosiarz
Kosiarz (ang. Reaper Man) – humorystyczna powieść fantasy Terry'ego Pratchetta, wydana w 1991 r. (tłumaczenie wydania polskiego: Piotr W. Cholewa). Jest to jedenasta część długiego cyklu Świat Dysku. W Polsce wydana w 15 stycznia 2001 roku przez Prószyński i S-ka (ISBN 978-83-7648-214-9).
Śmierć naraził się Audytorom Wszechświata. Dostaje Czas, co znaczy, że będzie żył, ale również to że umrze. Chce go prawidłowo wykorzystać i porzuca swoje obowiązki przysparzając tym nieco problemów ludziom na Dysku – wszak nikt nie umiera. Chce sprawdzić, jak żyją ludzie, więc zatrudnia się u staruszki na wsi jako pomoc. Powoli powstaje nowy Śmierć – bardziej dramatyczny (przybycia o północy, objawianie się na odległym wzgórzu oświetlony błyskawicą itp.). W cieniu wielkich wydarzeń spokojnie powstaje i wykonuje swoje obowiązki Śmierć Szczurów. Natomiast w Ankh-Morpork magowie z Niewidocznego Uniwersytetu muszą poradzić sobie z żyjącym supermarketem, stworzonym przez nadmiar energii życiowej i zombie.